# Bandera de Terranova y Labrador
La bandera de Terranova y Labrador se introdujo en 1980 y fue diseñada por el artista de Terranova Christopher Pratt. El diseño de la bandera, con las proporciones 2:1, fue aprobada por la Asamblea Legislativa de la provincia de Terranova y Labrador, Canadá, el 28 de mayo de 1980. Fue izada por primera vez en el Discovery Day, el 24 de junio de 1980.
El diseño fue elegido debido a su simbolismo amplio. El color azul representa el mar, el color blanco representa la nieve y el hielo del invierno, el color rojo representa el esfuerzo y la lucha de los habitantes de Terranova y Labrador, y el color oro simboliza la confianza que los habitantes de la provincia tienen en sí mismos y en el futuro.
Los triángulos azules se entiende como un homenaje a la bandera del Reino Unido, y representan la herencia británica de Terranova y Labrador. Los dos triángulos rojos se supone que representan las dos zonas de la provincia, la parte continental y la isla. La flecha de oro, según Pratt, apunta hacia un "futuro brillante", la flecha se convierte en una espada, en honor a los sacrificios de Terranova en el servicio militar cuando la bandera se cubre como una bandera vertical. Los triángulos rojos y la flecha forman un tridente de oro, que simboliza la dependencia de la provincia en sus pesquerías y de los recursos del mar.

## Pabellones de Terranova
El Pabellón Rojo fue aprobado oficialmente por el rey Carlos II en 1674. Sirvió como el pabellón civil de la Colonia de Terranova. El estandarte fue la única bandera oficial colonial hasta el reinado de la reina Victoria. Pinturas viejas al óleo muestran banderas rojas que vuelan desde los masteleros de goletas de Grand Banks. Mientras que las fotografías del siglo XIX muestran pabellones rojos ondeando en las estaciones misioneras moravas y puestos de comercio de la Compañía de la Bahía de Hudson a lo largo de la costa del Labrador.
En 1904, el Parlamento británico designó una Bandera civil específicamente para Terranova. Los pabellones rojos y azules con el Gran Sello de Terranova en ellas fueron banderas oficiales del Dominio desde 1904 hasta 1931, después de que la bandera del Reino Unido se adoptase como bandera oficial nacional de Terranova y los pabellones reservados para la navegación y la identificación marina—el Pabellón Rojo para ser ondeado por la marina mercante, mientras que el azul para ser ondeado por los buques gubernamentales. Ningún pabellón fue inmediatamente adoptado formalmente por la Asamblea Nacional de Terranova, que se sentó en el Edificio Colonial en San Juan, cuando Terranova se convirtió en un dominio independiente del Imperio británico en 1907. No fue sino hasta el Acta de la Bandera Nacional de Terranova de 1931 que el Parlamento de Terranova adoptó oficialmente la bandera del Reino Unido como la bandera nacional de Terranova y reafirmó los pabellones rojos y azules como banderas oficiales de identificación marina. Entre 1907 y 1931, sin embargo, la bandera roja había ganado un uso bastante amplio, tanto en el mar como en tierra por parte de civiles y el gobierno por igual, que llegó a ser considerada como la bandera nacional.
La divisa consiste en las insignias de Mercurio, el dios del comercio y de mercancías, que presenta a Britannia un pescador que, en una actitud de rodillas, está ofreciendo la cosecha de todo el mar.

## Banderas regionales
|                                       |
| Bandera local de Terranova (de facto) |

|                                      |
| Bandera local de Labrador (de facto) |

|                                       |
| Bandera del territorio de Nunatsiavut |

|                                                 |
| Bandera de la comunidad francófona de Terranova |